# DAF Trucks (wielerploeg)
DAF Trucks was een Belgische wielerploeg actief van 1979 tot 1982. DAF Trucks werd gesponsord door vrachtautofabrikant DAF van de Nederlandse familie Van Doorne en werd bestuurd door Fred De Bruyne, die vanaf 1981 novice in ploegleiding José De Cauwer als assistent naast zich kreeg.

## Historiek
De bezieler van de DAF Trucks-ploeg van Willy van Doorne was voormalig wielrenner, en nadien sportjournalist, Fred De Bruyne (49 jaar op dat moment). De Bruyne zette een ploeg op het getouw met veel jonge talentvolle renners onder wie de Belgen Guido Van Calster, Dirk Demol, William Tackaert en Guy Nulens maar ook  Nederlander Adrie van der Poel (1981–1982), die allen hun eerste jaren bij DAF Trucks doorbrachten.
De Bruyne hield bij de opstart rekening met het feit dat zijn renners "nog veel leergeld zouden moeten betalen". Aldus De Bruyne: "Als we later willen gaan doorspelen op een hoger niveau, het zou al moeten lukken dat er één [van mijn renners] onmiddellijk het vereiste hoge niveau zou [kunnen] bereiken" (Vlaams voor: "Het zou me verwonderen dat ze al snel een hoog niveau kunnen halen"). De woorden van Fred De Bruyne blijken later weinig profetisch te zijn. Ze waren nauwelijks koud of de ploeg behaalt op een korte termijn overwinningen van groot formaat. Grootste exploot is twee keer op rij winst in de Ronde van Vlaanderen (zie onder). 
Reeds in haar eerste seizoen, 1979, wint DAF direct een etappe in een Grote Ronde, de grootste rittenkoers van de wereld nog wel. Niet met een Belg doch met een Nederlander. De dan 25-jarige Jo Maas wint de 10e etappe in de Tour de France 1979 (aankomst Angers) met 54" op Belgische achtervolgers Pol Verschuere (Flandria) en Ludo Peeters (IJsboerke). Frappant is dat dit Maas' enige profzege werd.
De Bruyne kreeg vanaf 1981 ondersteuning van zijn landgenoot José De Cauwer, toen 32 jaar en net met wielrennen gestopt. De Bruyne en De Cauwer bestuurden de ploeg met zijn tweeën tot 1982, het laatste jaar van DAF Trucks. Tot en met 1980 reed De Cauwer als knecht van de Nederlander Hennie Kuiper bij de Franse wielerploeg Peugeot–Esso–Michelin. Voor De Cauwer waren het zijn eerste stappen als ploegleider, als assistent van De Bruyne. De Cauwer zou ontegenzeggelijk een roemrijkere carrière gaan maken als ploegleider dan als wielrenner. Als wielrenner behaalde De Cauwer één profzege: een etappe in de Ronde van Spanje 1976, naast een redelijk aantal ereplaatsen.
José De Cauwer overtuigde zijn kopman Kuiper om voor DAF te tekenen, alsmede Roger De Vlaeminck die weg wilde bij Lomme Driessens en Boule d'Or, omdat Lomme Driessens de zwalpende Freddy Maertens uit het slop wilde halen. In 1981 haalde men zodoende met viervoudig Parijs-Roubaix -en zesvoudig Tirreno-Adriatico-winnaar Roger De Vlaeminck een grote vis binnen. De Vlaeminck reed het jaar voordien bij Boule d'Or, de ploeg van Lomme Driessens. Tsjète beleefde in 1980 een minder seizoen qua zeges in het wegwielrennen. Hij won in 1980 twee ritten in Tirreno-Adriatico en schreef op de baan de Zesdaagse van Antwerpen op zijn naam. Roger De Vlaeminck zou in 1981 lijdzaam toekijken hoe zijn Belgische rivaal Maertens bij Boule d'Or, onder de vleugels van Driessens, opnieuw aan de oppervlakte verschijnt na een wel erg moeilijk seizoen in de loondienst van de Italiaanse wielerploeg San Giacomo (een vruchteloos jaar voor Maertens). Lees: de Zigeuner had niet met Maertens in dezelfde ploeg willen rijden en koos het ruime sop.
Roger De Vlaeminck zou willens nillens vertrekken, wat gebeurde. Hij tekende september 1980 bij de ploeg van De Bruyne voor het veldritseizoen 1980–1981 en wegseizoen 1981. Hoe dan ook werd de samenwerking tussen Lomme Driessens en Freddy Maertens een groot succes. Maertens werd voor de tweede keer wereldkampioen in Praag en behaalde vijf ritzeges en de groene puntentrui in de Ronde van Frankrijk. De Bruyne en De Cauwer hoefden geen twee keer na te denken en rijfden De Vlaeminck in.
Beide transfers werden een voltreffer. Kuiper won de Ronde van Vlaanderen 1981 met een ruime voorsprong van 1 minuut op zijn landgenoten Frits Pirard (Boule d'Or) en Jan Raas (TI-Raleigh), terwijl De Vlaeminck twee ritten won in Parijs-Nice en daarnaast de Brabantse Pijl toevoegde aan zijn erelijst wielerklassiekers. Bovendien werd hij in juni Belgisch kampioen op de weg in Putte voor Géry Verlinden (Boule d'Or) en Benjamin Vermeulen (Boston). Voor De Vlaeminck was het zijn tweede Belgische titel op de weg. Zijn eerste titel dateerde al van twaalf jaar eerder, 1969, toen bleef hij Walter Godefroot en Alfons De Bal voor. In het najaar wint Kuiper een tweede 'Monument' voor DAF Trucks: Ronde van Lombardije, en daarenboven solerend. Moreno Argentin (Sammontana) werd tweede in een klein groepje op bijna een halve minuut van Kuiper. De Nederlander Hennie Stamsnijder wordt wereldkampioen veldrijden bij de beroepsrenners in het Spaanse Tolosa, solo voor de Belg Roland Liboton en de Zwitser Albert Zweifel.
In 1982 kende DAF Trucks bovengemiddeld succes. Het seizoen begint met enkele overwinningen voor De Vlaeminck in het veldrijden. In februari wint hij ook opnieuw de Zesdaagse van Antwerpen met Patrick Sercu. Ook in 1982 bleef Kuiper voor DAF Trucks rijden. Dat jaar zijn voornamelijk de Nederlandse renners aan het feest bij DAF Trucks. Hennie Stamsnijder wordt Nederlands kampioen veldrijden, Adrie van der Poel wint het Kampioenschap van Zürich en een etappe in Parijs-Nice. Bert Oosterbosch wint in die laatste rittenkoers de proloog (korte openingstijdrit) en draagt één dag de gele leiderstrui. Oosterbosch eindigt als vierde in het eindklassement, op 1'23" van winnaar Sean Kelly (Sem). 
In de Ronde van Zwitserland doet Bert Oosterbosch zijn kunstje nog eens over en wint ook nu de proloog. De grootste triomf voor DAF Trucks wordt evenwel verwezenlijkt door een Belg. René Martens behaalt — als eerste Vlaamse Limburger ooit — met de Ronde van Vlaanderen namelijk de mooiste overwinning uit zijn carrière. Hij komt in Meerbeke solo over de finish, met 21" voorsprong op een trio achtervolgers: Eddy Planckaert (Splendor), Rudy Pevenage (Capri Sonne) en Michel Pollentier (Safir). Voordien was de 9e etappe in de Ronde van Frankrijk 1981 te Le Mans, eveneens behaald voor DAF Trucks, Martens' mooiste overwinning geweest.
De familie Van Doorne, Eindhovense oprichters van DAF Trucks vrachtautofabriek, trok zich terug als mecenas in 1982 waarmee na vier jaar het doek viel over de ploeg. Willy van Doorne sponsorde daarna enkele jaren een veldritploeg die was gebouwd rond Hennie Stamsnijder. De Bruyne en De Cauwer bleven dan wel samenwerken, ze moesten op zoek naar een nieuwe sponsor. Die vonden ze met de West-Vlaamse meubelzaak Jacky Aernoudt en fietsenfabrikant Rossin. Bovendien bleek de band tussen De Cauwer en Kuiper zo sterk, dat Kuiper ook nu aan boord kon worden gehouden als kopman van de voortzetting van DAF Trucks: Jacky Aernoudt-Rossin. In 1983 won hij Parijs-Roubaix. Zijn voorsprong bedroeg 1'15" op Gilbert Duclos-Lassalle (Peugeot), Francesco Moser (Gis Gelati), Ronan De Meyer (Boule d'Or) en Marc Madiot (Renault). Eric Vanderaerden, 21 jaar jong, kwam dat seizoen helemaal tot ontbolstering onder leiding van De Bruyne en De Cauwer.

## Overwinningen

### Wegwielrennen
1979
1e etappe Driedaagse De Panne-Koksijde: William Tackaert
1e etappe Circuit Franco-Belge: Guy Nulens
Trofeo Alcide Degasperi: Guy Nulens
10e etappe Ronde van Frankrijk: Jo Maas
Omloop van de Vlaamse Scheldeboorden: Dirk Heirweg
5e etappe Étoile des Espoirs: Guy Nulens
1980
Proloog, 1e en 4e etappe Ronde van Mallorca: Roger De Vlaeminck
Eindklassement Ronde van Mallorca: Roger De Vlaeminck
Trofeo Laigueglia: Roger De Vlaeminck
1e, 2e A, 4e en 5e etappe Ronde van Sardinië: Roger De Vlaeminck
1e en 2e etappe Tirreno-Adriatico: Roger De Vlaeminck
7e etappe deel A Parijs-Nice: Rik Van Linden
1e etappe Vierdaagse van Duinkerke: Roger De Vlaeminck
GP Kanton Aargau: Patrick Pevenage
Vierdaagse van West-Henegouwen: Luc Colyn
1e en 2e etappe Ronde van Duitsland
2e etappe deel A Étoile des Espoirs: William Tackaert
1981
2e deel A en 4e etappe Parijs-Nice: Roger De Vlaeminck
3e etappe Parijs-Nice: Adrie van der Poel
Brabantse Pijl: Roger De Vlaeminck
Ronde van Vlaanderen: Hennie Kuiper
5e etappe deel B Ronde van België: Patrick Pevenage
1e etappe Critérium du Dauphiné: Adrie van der Poel
3e etappe deel A Critérium du Dauphiné: William Tackaert
2e en 3e etappe deel A Ronde van Zwitserland: Roger De Vlaeminck
5e etappe Ronde van Zwitserland: Guy Nulens
 Belgisch kampioen op de weg, elite: Roger De Vlaeminck
9e etappe Ronde van Frankrijk: René Martens
Parijs-Brussel: Roger De Vlaeminck
Petegem-aan-de-Leie: Luc Colyn
Ronde van Lombardije: Hennie Kuiper
1982
Proloog Parijs-Nice: Bert Oosterbosch
4e etappe Parijs-Nice: Adrie van der Poel
Ronde van Vlaanderen: René Martens
Nokere Koerse: William Tackaert
GP 1 mei-Ereprijs Vic De Bruyne: Gerrie van Gerwen
Kampioenschap van Zürich: Adrie van der Poel
GP Europa: Hennie Kuiper
Grote Prijs van Wallonië: Hennie Kuiper
Flèche Hesbignonne-Cras Avernas: René Martens
Proloog Ronde van Zwitserland: Bert Oosterbosch
4e etappe deel A (ITT) Ronde van Nederland: Bert Oosterbosch
Eindklassement Ronde van Nederland: Bert Oosterbosch
Heist-op-den-Berg: Marcel Laurens
Berlare: Luc Colyn
Nationale Sluitingsprijs Putte-Kapellen: Luc Colyn

### Baanwielrennen
1982
Zesdaagse van Antwerpen: Roger De Vlaeminck met Patrick Sercu (IWC - Imex - Eddy Merckx)

### Veldrijden
1981
 Nederlands kampioenschap veldrijden elite: Hennie Stamsnijder
 Wereldkampioenschap veldrijden elite: Hennie Stamsnijder
 Gavere: Hennie Stamsnijder
 Marcq-en-Baroeul: Roger De Vlaeminck
 Lanarvily: Roger De Vlaeminck
 Middlesbrough: Hennie Stamsnijder
 Niel: Hennie Stamsnijder
 Dorst: Roger De Vlaeminck
 Rillaar: Roger De Vlaeminck
 Krokegem: Roger De Vlaeminck
 Diegem: Roger De Vlaeminck
1982
 Nederlands kampioenschap veldrijden elite: Hennie Stamsnijder
 Gavere: Roger De Vlaeminck
 Sint-Laureins: Roger De Vlaeminck
 Kapelle-op-den-Bos: Roger De Vlaeminck
 Breendonk: Roger De Vlaeminck
 Middlesbrough: Roger De Vlaeminck
Belgische wielerploeg DAF Trucks: 1979–1982
Bellet ·
De Haes ·
Heirweg ·
Jiménez ·
Maas ·
Mintkiewicz ·
Nulens ·
Ongenae ·
Pevenage ·
Schepers ·
Schönbacher ·
Stamsnijder ·
Tackaert ·
Thoelen ·
Van Calster · 
Van Heer ·
Vandersnickt · 
Verbrugge
Colyn (vanaf 01/08) ·
De Haes · 
De Vlaeminck (vanaf 01/10) ·
Devos ·
van Gerwen ·
Heirweg · 
Langerijs ·
Maas ·
Martens ·
Nulens ·
Pevenage ·
Schepers ·
Stamsnijder ·
Tackaert ·
A. Van Linden · 
R. Van Linden ·
Verbrugge
Colyn ·
De Meyer · 
De Vlaeminck ·
Devos ·
Dierickx ·
van Gerwen · 
Kuiper ·
Langerijs ·
Laurens ·
Martens ·
Nulens ·
Pevenage ·
van der Poel ·
Schepers ·
Stamsnijder ·
Tackaert
Colyn ·
De Vlaeminck ·
Demol ·
Devos ·
Dierickx ·
van Gerwen · 
Kuiper ·
Laurens ·
Martens ·
Nulens ·
Oosterbosch ·
van der Poel ·
Stamsnijder ·
Tackaert · 
Vigouroux · 
Zijerveld